# Ланер, Иоганн Георг
Иоганн Георг Ла́нер (нем. Johann Georg Lahner; 13 августа 1772, Гассельдорф, Форххайм — 23 апреля 1845, Вена) — немецкий мясник, изобретатель сосисок.

## Биография
Сын франконского крестьянина Иоганн Георг Ланер в 1795 году отправился во Франкфурт-на-Майне обучаться ремеслу мясника. По окончании обучения отправился странствовать в статусе подмастерья и оказался в Вене, где несколько лет проработал на крупном венском мясоперерабатывающем предприятии. В 1804 году Ланер открыл собственное колбасное производство, где в том числе делал и свиные варёные колбаски, как он научился во Франкфурте. В отличие от Франкфурта, где колбасный фарш готовили строго либо из говядины, либо из свинины, в Австрии разрешалось смешивать говядину и свинину, и Ланер скорректировал франкфуртский рецепт. Свои колбаски он назвал «франкфуртскими», и под этим именем они стали известны во всём мире, но в его родной Германии, где название «франкфуртские сосиски» защищено, их называют «венскими».